# Alfonso Figueroa
Luis Alfonso Figueroa Samano, conocido como Alfonso Figueroa o Poncho Figueroa es un músico, compositor, productor y actor mexicano. Inició su actividad artística en la década de los ochenta con el grupo Los Psicotrópicos, después fue parte del grupo de rock alternativo Santa Sabina (1989) y Los Jaigüey (2006). Hijo de la historiadora María Elena Samano. 

## Trayectoria

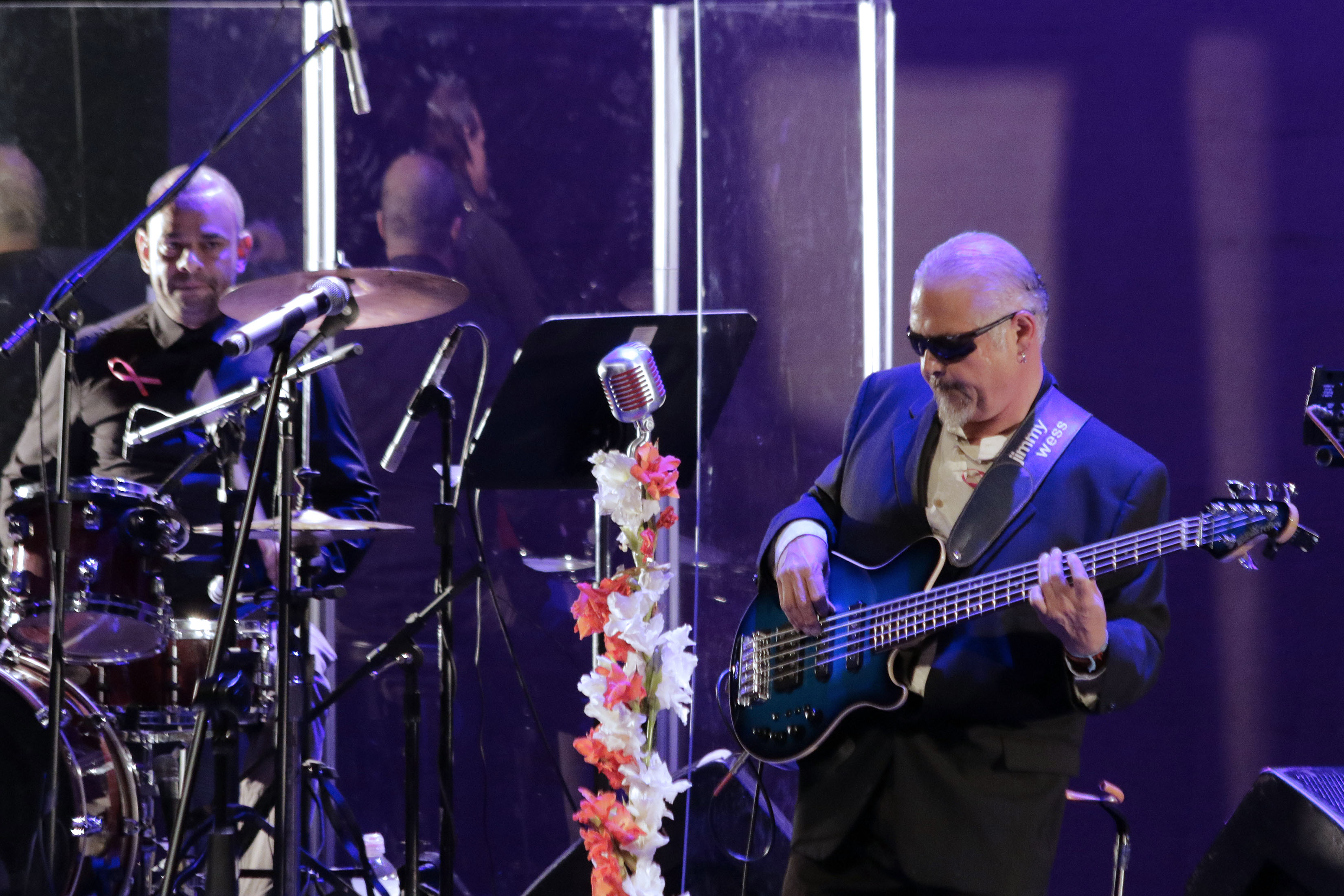
Alfonso Figueroa tocando el bajo.

A finales de los años 80 Poncho Figueroa inició su actividad como bajista junto a Patricio Iglesias, Pablo Valero y Jacobo Leiberman en el grupo de jazz Los Psicotrópicos debido a que los integrantes eran estudiantes de actuación en el Centro Universitario de Teatro de la UNAM. A ellos se unió en un nuevo concepto Rita Guerrero, formando Santa Sabina en 1989. En dicha banda Figueroa publicó los álbumes de estudio Santa Sabina, Símbolos, Babel, Mar Adentro en la Sangre, Espiral y en vivo Concierto Acústico, MTV Unplugged  y XV Aniversario En Vivo. Tras el fallecimiento de Rita Guerrero, la banda detuvo sus actividades presentándose esporádicamente en conciertos en homenaje a Guerrero como Los Sabinos; en 2019 Figueroa condujo y participó en una serie de conciertos homenaje a la banda. También integró junto a Gustavo y Ricardo Jacob el grupo Los Jaigüey de 2006 a 2016. Dentro de su actividad musical ha apoyado movimientos políticos como la defensa de Wirikuta en 2011 y la candidatura presidencial de Andrés Manuel López Obrador en 2012.
Como actor participó en la serie televisiva Sr. Ávila y en los filmes De la calle, Un mundo maravilloso y El infierno; como parte de su actividad en Santa Sabina, en el filme Ciudad de Ciegos y en Rita, el documental.
Desde enero de 2020 es director de Educación y Cultura del gobierno municipal de La Paz.
A partir del 2024 comienza una nueva banda a la que llama PONCH, una fusión de rock, jazz, funk con gran contenido musical. 

## Discografía

### Con Santa Sabina

#### Álbumes de estudio
- Santa Sabina (Culebra Records / BMG, 1992)
- Símbolos (Culebra Records / BMG, 1994)
- Babel (Culebra / BMG, 1996)
- Mar Adentro en la Sangre (Producción Independiente, 2000)
- Espiral (Producción Independiente / Discos Antídoto, 2003)

#### Álbumes en vivo
- Concierto Acústico (Culebra / BMG, 1995)
- MTV Unplugged (BMG / Ariola, 1997)
- XV Aniversario En Vivo (Producción Independiente, 2005)

### Con Los Jaigüey
- Los Jaigüey (2009, Fonarte Latino)

- Haciendo Tiempo (2013 Fonarte Latino)
- Laiv in Zurich (2016, Bongonaut Records)

## Filmografía

### Cine
- Ciudad de ciegos (1991)
- De la calle (2001)
- Un mundo maravilloso (2006)
- El infierno (2010)
- Eddie Reynolds y Los Ángeles de Acero (2014)

### Televisión
- Sr. Ávila (2014-2018)